# Wild Rovers
Wild Rovers is een Amerikaanse western uit 1971, geregisseerd door Blake Edwards, met in de hoofdrollen William Holden en Ryan O'Neal.
Oorspronkelijk bedoeld als een epische film van drie uur, werd het zwaar ingekort door Metro-Goldwyn-Mayer zonder medeweten van Edwards, waarbij ook het einde werd veranderd van een negatief naar een positief einde. Edwards distantieerde zich van de voltooide film en parodieerde later zijn strijd met de studio in zijn komedie S.O.B., waarin ook Holden een rol speelde.

## Verhaal
Een oudere cowboy, Ross Bodine, en een jongere, Frank Post, werken op de ranch van veeboer Walt Buckman in Montana. Een naburige schaapherder, Hansen, heeft al lange tijd ruzie met Buckman. Ross droomt ervan om naar Mexico te reizen om te ontsnappen aan het harde werk van het plattelandsleven, maar hij heeft niet veel geld gespaard. Frank stelt voor om een bank te beroven en samen naar Mexico te gaan.
Terwijl Ross hierover nadenkt, raken hij en Frank slaags met de mannen van Hansen in een saloon. Buckman is van plan hun loon in te houden om de schade aan de saloon te vergoeden. Wanhopig op zoek naar geld stemt Ross in met de overval. Hij neemt bankier Billings mee naar de stad onder schot, terwijl Frank de vrouw van de bankier, Sada, thuis als gijzelaar vasthoudt. Ross keert terug met $36.000. Voor hij vlucht, geeft hij Billings $3.000 zodat de andere cowboys van Buckman hun loon niet mislopen.
Sada zegt haar man om het geld te houden en de sheriff niet in te lichten. Een posse wordt gevormd, waaronder Buckmans twee zonen, de heetgebakerde John en de zachtaardige Paul, die van hun vader te horen krijgen dat geen van zijn knechten mag wegkomen met het breken van de wet. Ross en Frank bereiken Arizona en gaan naar de stad voor voorraden. Ross huurt een prostituee in, terwijl Frank poker speelt. Een kaartspeler is boos over Frank’s overwinning van een grote pot en schiet hem in zijn been. Ross komt zijn partner te hulp en er ontstaat een schietpartij waarbij meerdere doden vallen.
Thuis krijgen Buckman en Hansen een woordenwisseling die leidt tot de dood van beiden. John en Paul horen over het lot van hun vader van een sheriff in Tucson. Paul wil terugkeren, maar John raakt geobsedeerd door de laatste wens van hun vader om de bankrovers te pakken. Frank weigert naar een dokter te gaan en zijn been raakt ernstig geïnfecteerd. Ross sleept hem voort op een brancard achter een paard. Frank sterft aan zijn wond net voordat John en Paul hen op het spoor vinden, waar Ross wordt neergeschoten. Walging over de hele zaak en spijt over het moeten neerschieten van Ross drijven Paul ertoe om weg te rijden, terwijl John alleen achterblijft, worstelend om Ross’ dode lichaam terug te brengen naar de plaats van zijn misdaad.
De film eindigt met een flashback waarin Ross een bokkende bronc rijdt terwijl Frank hem aanmoedigt.

## Rolverdeling
- William Holden als Ross Bodine
- Ryan O'Neal als Frank Post
- Karl Malden als Walt Buckman
- Joe Don Baker als Paul Buckman
- Tom Skerritt als John Buckman
- James Olson als Joe Billings
- Lynn Carlin als Sada Billings
- Leora Dana als Nell Buckman
- Victor French als Sheriff Bill Jackson
- Rachel Roberts als Maybell Tucker
- Moses Gunn als Ben
- Sam Gilman als Hansen
- Charles Gray als Savage
- Bill Bryant als Hereford
- Jack Garner als Cap Swilling
- William Lucking als Ruff
- Ed Bakey als Gokker
- Ted Gehring als Sheriff van Tucson
- Alan Carney als Palace Barman

## Productie
De film werd gemaakt voor Metro-Goldwyn-Mayer via Blake Edwards' eigen bedrijf. William Holden en Ryan O'Neal stemden in om de hoofdrollen te spelen en de opnames begonnen eind 1970. Het was O'Neals eerste film sinds Love Story.
Delen van de film werden opgenomen in Monument Valley, Professor Valley en Arches in Utah evenals Old Tucson en Sedona in Arizona.
Tijdens de postproductie werd de film door MGM-management – met name James T. Aubrey en Douglas Netter – met 40 minuten ingekort, zonder medeweten of toestemming van Edwards. "Er was geen overleg; een essentieel deel werd gewoon verwijderd", zei Edwards. "Als ik een stoel neem en er een poot vanaf haal, dan heb je nog steeds een stoel, maar hij zal niet blijven staan, toch?"
Edwards zei dat Aubrey "het hart eruit sneed". "Ik schreef en bedacht het als een Griekse tragedie. Aubrey en Netter zeiden gewoon 'het publiek wil Ryan O'Neal zien.'"
Douglas Netter zei dat de wijzigingen werden doorgevoerd na teleurstellende previews.
Kort na de opnames werd aangekondigd dat O'Neal en Holden zouden herenigen in Top of the Mountain, gebaseerd op een scenario van Peter Viertel over de jacht in Kenia. De film werd echter nooit gemaakt.

## Ontvangst
De film presteerde teleurstellend aan de kassa bij de eerste release.
De advertentiecampagne werd bekritiseerd, waarbij sommigen zeiden dat de poster van O'Neal die Holden van achteren omhelst onbedoeld hilarisch was. Edwards zei: "Ik was een beetje verbaasd over die poster, maar wat doe je eraan?"
In 1986 gaf Turner Classic Movies een onverkorte versie van de film vrij.